# HK Sibir Novosibirsk
Sibir Novosibirska oblast (rusky ХК Сибирь Новосибирск) je profesionální ruský hokejový tým.

## Historie
Klub byl založen v roce 1962 sloučením novosibirských klubů Dinamo a Chimik. Po sloučení nahradil tým Dinamo v mistrovství SSSR. V první sezóně klub zvítězil nad silným Lokomotivem Moskva a Křídla Sovětů Moskva, ale skončil poslední.
V sezóně 1964/1965 začal Sibir hrát na novém Stadionu Sibir s umělým ledem a kapacitou 5 000 osob. Tato kapacita však nestačila, lidé sledovali zápasy i z okolních sosen.[zdroj?] V létě roku 2002 byl Sibir rekonstruován a hráči začali hrát na vysoce kvalitním ledu, zároveň bylo v paláci nainstalováno nové osvětlení. Dnes má kapacitu pro 7400 diváků.
Nová arena
V roce 2022 bylo rozhodnuto a začala výstavba nové moderní arény s kapacitou pro 10,5tis. diváků, pro potřeby KHL a pořádání MSJ '20 v roce 2023. (To měl Novosibirsk pořádat společně s Omskem). Nakonec však bylo MSJ pořádatelum odebráno z politických důvodů. Stavbu však provázela řada komplikací a zpoždění termínů, nakonec byla otevřena v roce 2023 spolu s druhou ledovou plochou a tělocvičnu. V současnosti patří k nejmodernějším v Rusku. 
Zahajovací zápas proběhl přátelským utkáním domácí reprezentace proti Bělorusku.

## Přehled účasti v KHL
| Rusko                       |        |                                                             |                     |
| Sezóny                      | Soutěž | Play off                                                    | Kapitán             |
| 2008/2009                   | KHL    | Ne                                                          | Dmitrij Juškevič    |
| 2009/2010                   | KHL    | Ne                                                          | Alexandr Bojkov     |
| 2010/2011                   | KHL    | Osmifinále (prohra 0:4 na zápasy s Salavat Julajev Ufa)     | Alexandr Bojkov     |
| 2011/2012                   | KHL    | Ne                                                          | Georgijs Pujacs     |
| 2012/2013                   | KHL    | Osmifinále (prohra 3:4 na zápasy s Avangard Omsk)           | Maxim Krivonožkin   |
| 2013/2014                   | KHL    | Čtvrtfinále (prohra 0:4 na zápasy s Metallurg Magnitogorsk) | Alexej Kopejkin     |
| 2014/2015                   | KHL    | Semifinále (prohra 1:4 na zápasy s Ak Bars Kazaň)           | Alexej Kopejkin     |
| 2015/2016                   | KHL    | Čtvrtfinále (prohra 1:4 na zápasy s Metallurg Magnitogorsk) | Alexej Kopejkin     |
| 2016/2017                   | KHL    | Ne                                                          | Jevgenij Arťuchin   |
| 2017/2018                   | KHL    | Ne                                                          | Stěpan Sannikov     |
| 2018/2019                   | KHL    | Ne                                                          | Konstantin Alexejev |
| 2019/2020                   | KHL    | play off se nedohrálo do konce                              | Alexandr Loginov    |
| 2020/2021                   | KHL    | Ne                                                          | Jevgenij Česalin    |
| 2021/2022                   | KHL    | Osmifinále (prohra 1:4 na zápasy s Salavat Julajev Ufa)     | bez kapitána        |
| 2022/2023                   | KHL    | Osmifinále (prohra 1:4 na zápasy s Avangard Omsk)           | Jevgenij Česalin    |
| 2023/2024                   | KHL    | Ne                                                          | Nikita Korotkov     |
| 2024/2025                   | KHL    | Osmifinále (prohra 3:4 na zápasy s Salavat Julajev Ufa)     | Sergej Širokokov    |
| Zdroj na Eliteprospects.com |        |                                                             |                     |

## Češi a Slováci v týmu
| Ročník                                                                   | Hráči ČR                                                    | Hráči SR                                       | Linky |
| ------------------------------------------------------------------------ | ----------------------------------------------------------- | ---------------------------------------------- | ----- |
| 2001/2002                                                                | nikdo                                                       | nikdo                                          |       |
| 2002/2003                                                                | Leoš Čermák, Martin Tomášek                                 | nikdo                                          |       |
| 2003/2004                                                                | Miloslav Gureň, Daniel Branda, Marek Zadina                 | nikdo                                          |       |
| 2004/2005                                                                | Miloslav Gureň, Jan Srdínko, Jan Čaloun, Ondřej Veselý      | nikdo                                          |       |
| 2005/2006                                                                | Martin Čech, Miloslav Gureň                                 | nikdo                                          |       |
| 2006/2007                                                                | Miloslav Gureň                                              | Miroslav Kovačik, Róbert Tomík, Erik Weissmann |       |
| 2007/2008                                                                | Miloslav Gureň, Tomáš Mojžíš                                | nikdo                                          |       |
| 2008/2009                                                                | nikdo                                                       | Ivan Čiernik, Rastislav Pavlikovský            |       |
| 2009/2010                                                                | Leoš Čermák, Michal Mikeska                                 | nikdo                                          |       |
| 2010/2011                                                                | nikdo                                                       | nikdo                                          |       |
| 2011/2012                                                                | nikdo                                                       | nikdo                                          |       |
| 2012/2013                                                                | nikdo                                                       | Kristián Kudroč                                |       |
| 2013/2014                                                                | od 13.1.2014 Josef Hrabal                                   | Kristián Kudroč                                |       |
| 2014/2015                                                                | Alexander Salák                                             | nikdo                                          |       |
| 2015/2016                                                                | Alexander Salák, Vladimír Roth do 13.10.2015, Tomáš Vincour | Andrej Meszároš                                |       |
| 2016/2017                                                                | Alexander Salák, Adam Polášek                               | nikdo                                          |       |
| 2017/2018                                                                | Alexander Salák, Adam Polášek odchod do HK Soči             | nikdo                                          |       |
| 2018/2019                                                                | nikdo                                                       | nikdo                                          |       |
| 2019/2020                                                                | nikdo                                                       | nikdo                                          |       |
| 2020/2021                                                                | nikdo                                                       | nikdo                                          |       |
| 2021/2022                                                                | nikdo                                                       | Michal Čajkovský                               |       |
| 2022/2023                                                                | nikdo                                                       | Michal Čajkovský                               |       |
| 2023/2024                                                                | nikdo                                                       | nikdo                                          |       |
| 2024/2025                                                                | nikdo                                                       | nikdo                                          |       |
| 2025/2026                                                                | nikdo                                                       | nikdo                                          |       |
| Češi - Zdroj na Eliteprospects.com Slováci - Zdroj na Eliteprospects.com |                                                             |                                                |       |